# Vuelta a Asturias 2019
La 62.ª edición de la Vuelta a Asturias (oficialmente: Vuelta Asturias Julio Alvarez Mendo) fue una carrera de ciclismo en ruta por etapas que se celebró entre el 3 y el 5 de mayo de 2019 con inicio y final en la ciudad de Oviedo en España. El recorrido constó de un total de 3 etapas sobre una distancia total de 469,3 km.
La carrera hizo parte del circuito UCI Europe Tour 2019 dentro de la categoría 2.1. El vencedor final fue el ecuatoriano Richard Carapaz del Movistar seguido del letón Krists Neilands del Israel Cycling Academy y el ruso Aleksandr Vlasov del Gazprom-RusVelo.

## Equipos participantes
Tomaron la partida un total de 16 equipos, de los cuales 1 es de categoría UCI WorldTeam, 7 Profesional Continental y 8 Continental, quienes conformaron un pelotón de 103 ciclistas de los cuales terminaron 86. Los equipos participantes fueron:
| WorldTeam- Movistar Team Equipos continentales profesionales (7)- Caja Rural-Seguros RGA - Euskadi Basque Country-Murias - Burgos-BH - Israel Cycling Academy - Gazprom-RusVelo - Manzana Postobón - W52-FC Porto Equipos continentales (8)- Kometa - Fundación Euskadi - Ludofoods Louletano Aviludo - RP-Boavista - Coldeportes Zenú - Guerciotti-Kiwi Atlántico - Lokosphinx - Matrix Powertag |
| |

## Etapas
| Etapa     | Fecha    | Recorrido                  | type                   | Distancia (km) | Ganador         | Líder           |
| --------- | -------- | -------------------------- | ---------------------- | -------------- | --------------- | --------------- |
| 1.ª etapa | 3 de may | Oviedo – Pola de Lena      | etapa de media montaña | 179,2          | Carlos Quintero | Carlos Quintero |
| 2.ª etapa | 4 de may | Soto – Cangas del Narcea   | etapa de montaña       | 171,1          | Richard Carapaz | Richard Carapaz |
| 3.ª etapa | 5 de may | Cangas del Narcea – Oviedo | etapa de media montaña | 119            | Edgar Pinto     | Richard Carapaz |

## Desarrollo de la carrera

### 1.ª etapa
| Oviedo - Pola de Lena | etapa de media montaña | (179,2 km) |

| \| Clasificación de la etapa \| Clasificación de la etapa \| Clasificación de la etapa \| Clasificación de la etapa \| Clasificación de la etapa \| \| Ciclista \| Ciclista \| Equipo \| Tiempo \| \| \| ------------------------- \| ------------------------- \| -------------------------------- \| ------------------------- \| ------------------------- \| \| 1.º \| Carlos Quintero \| Manzana Postobón \| 4 min 17 s \| \| \| 2.º \| Orluis Aular \| Matrix Powertag \| + 0 s \| \| \| 3.º \| Richard Carapaz \| Movistar Team \| + 0 s \| \| \| 4.º \| José Joaquín Rojas \| Movistar Team \| + 0 s \| \| \| 5.º \| Krists Neilands \| Israel Cycling Academy \| + 0 s \| \| \| 6.º \| Jonathan Cañaveral \| Coldeportes Bicicletas Strongman \| + 0 s \| \| \| 7.º \| Vicente García de Mateos \| Aviludo-Louletano \| + 0 s \| \| \| 8.º \| Edgar Pinto \| W52-FC Porto \| + 0 s \| \| \| 9.º \| Aleksandr Vlásov \| Gazprom-RusVelo \| + 0 s \| \| \| 10.º \| Jonathan Lastra \| Caja Rural-Seguros RGA \| + 0 s \| \| |                          |                                  |            |
| |                          |                                  |            |
| Fuente: ProCyclingStats |                          |                                  |            |
| Clasificación de la etapa |                          |                                  |            |
| Ciclista | Ciclista                 | Equipo                           | Tiempo     |
| 1.º | Carlos Quintero          | Manzana Postobón                 | 4 min 17 s |
| 2.º | Orluis Aular             | Matrix Powertag                  | + 0 s      |
| 3.º | Richard Carapaz          | Movistar Team                    | + 0 s      |
| 4.º | José Joaquín Rojas       | Movistar Team                    | + 0 s      |
| 5.º | Krists Neilands          | Israel Cycling Academy           | + 0 s      |
| 6.º | Jonathan Cañaveral       | Coldeportes Bicicletas Strongman | + 0 s      |
| 7.º | Vicente García de Mateos | Aviludo-Louletano                | + 0 s      |
| 8.º | Edgar Pinto              | W52-FC Porto                     | + 0 s      |
| 9.º | Aleksandr Vlásov         | Gazprom-RusVelo                  | + 0 s      |
| 10.º | Jonathan Lastra          | Caja Rural-Seguros RGA           | + 0 s      |

| \| Clasificación general \| Clasificación general \| Clasificación general \| Clasificación general \| Clasificación general \| \| Ciclista \| Ciclista \| Equipo \| Tiempo \| \| \| --------------------- \| ------------------------ \| -------------------------------- \| --------------------- \| --------------------- \| \| 1.º \| Carlos Quintero \| Manzana Postobón \| 4 h 16 min 41 s \| \| \| 2.º \| Orluis Aular \| Matrix Powertag \| + 4 s \| \| \| 3.º \| Richard Carapaz \| Movistar Team \| + 6 s \| \| \| 4.º \| José Joaquín Rojas \| Movistar Team \| + 8 s \| \| \| 5.º \| Mario González Salas \| Euskadi Basque Country-Murias \| + 9 s \| \| \| 6.º \| Krists Neilands \| Israel Cycling Academy \| + 10 s \| \| \| 7.º \| Jonathan Cañaveral \| Coldeportes Bicicletas Strongman \| + 10 s \| \| \| 8.º \| Vicente García de Mateos \| Aviludo-Louletano \| + 10 s \| \| \| 9.º \| Edgar Pinto \| W52-FC Porto \| + 10 s \| \| \| 10.º \| Aleksandr Vlásov \| Gazprom-RusVelo \| + 10 s \| \| |                          |                                  |                 |
| |                          |                                  |                 |
| Fuente: ProCyclingStats |                          |                                  |                 |
| Clasificación general |                          |                                  |                 |
| Ciclista | Ciclista                 | Equipo                           | Tiempo          |
| 1.º | Carlos Quintero          | Manzana Postobón                 | 4 h 16 min 41 s |
| 2.º | Orluis Aular             | Matrix Powertag                  | + 4 s           |
| 3.º | Richard Carapaz          | Movistar Team                    | + 6 s           |
| 4.º | José Joaquín Rojas       | Movistar Team                    | + 8 s           |
| 5.º | Mario González Salas     | Euskadi Basque Country-Murias    | + 9 s           |
| 6.º | Krists Neilands          | Israel Cycling Academy           | + 10 s          |
| 7.º | Jonathan Cañaveral       | Coldeportes Bicicletas Strongman | + 10 s          |
| 8.º | Vicente García de Mateos | Aviludo-Louletano                | + 10 s          |
| 9.º | Edgar Pinto              | W52-FC Porto                     | + 10 s          |
| 10.º | Aleksandr Vlásov         | Gazprom-RusVelo                  | + 10 s          |

### 2.ª etapa
| Soto - Cangas del Narcea | etapa de montaña | (171,1 km) |

| \| Clasificación de la etapa \| Clasificación de la etapa \| Clasificación de la etapa \| Clasificación de la etapa \| Clasificación de la etapa \| \| Ciclista \| Ciclista \| Equipo \| Tiempo \| \| \| ------------------------- \| ------------------------- \| ----------------------------- \| ------------------------- \| ------------------------- \| \| 1.º \| Richard Carapaz \| Movistar Team \| 4 h 26 min 44 s \| \| \| 2.º \| Mikel Landa \| Movistar Team \| + 0 s \| \| \| 3.º \| Krists Neilands \| Israel Cycling Academy \| + 1 min 50 s \| \| \| 4.º \| Aleksandr Vlásov \| Gazprom-RusVelo \| + 1 min 50 s \| \| \| 5.º \| Vicente García de Mateos \| Aviludo-Louletano \| + 2 min 34 s \| \| \| 6.º \| Artem Nych \| Gazprom-RusVelo \| + 2 min 34 s \| \| \| 7.º \| David Rodrigues \| Rádio Popular-Boavista \| + 2 min 35 s \| \| \| 8.º \| Edgar Pinto \| W52-FC Porto \| + 2 min 43 s \| \| \| 9.º \| Mikel Bizkarra \| Euskadi Basque Country-Murias \| + 2 min 43 s \| \| \| 10.º \| Jonathan Lastra \| Caja Rural-Seguros RGA \| + 2 min 43 s \| \| |                          |                               |                 |
| |                          |                               |                 |
| Fuente: ProCyclingStats |                          |                               |                 |
| Clasificación de la etapa |                          |                               |                 |
| Ciclista | Ciclista                 | Equipo                        | Tiempo          |
| 1.º | Richard Carapaz          | Movistar Team                 | 4 h 26 min 44 s |
| 2.º | Mikel Landa              | Movistar Team                 | + 0 s           |
| 3.º | Krists Neilands          | Israel Cycling Academy        | + 1 min 50 s    |
| 4.º | Aleksandr Vlásov         | Gazprom-RusVelo               | + 1 min 50 s    |
| 5.º | Vicente García de Mateos | Aviludo-Louletano             | + 2 min 34 s    |
| 6.º | Artem Nych               | Gazprom-RusVelo               | + 2 min 34 s    |
| 7.º | David Rodrigues          | Rádio Popular-Boavista        | + 2 min 35 s    |
| 8.º | Edgar Pinto              | W52-FC Porto                  | + 2 min 43 s    |
| 9.º | Mikel Bizkarra           | Euskadi Basque Country-Murias | + 2 min 43 s    |
| 10.º | Jonathan Lastra          | Caja Rural-Seguros RGA        | + 2 min 43 s    |

| \| Clasificación general \| Clasificación general \| Clasificación general \| Clasificación general \| Clasificación general \| \| Ciclista \| Ciclista \| Equipo \| Tiempo \| \| \| --------------------- \| ------------------------ \| ----------------------------- \| --------------------- \| --------------------- \| \| 1.º \| Richard Carapaz \| Movistar Team \| 8 h 43 min 21 s \| \| \| 2.º \| Mikel Landa \| Movistar Team \| + 8 s \| \| \| 3.º \| Krists Neilands \| Israel Cycling Academy \| + 2 min 00 s \| \| \| 4.º \| Aleksandr Vlásov \| Gazprom-RusVelo \| + 2 min 04 s \| \| \| 5.º \| Vicente García de Mateos \| Aviludo-Louletano \| + 2 min 48 s \| \| \| 6.º \| Artem Nych \| Gazprom-RusVelo \| + 2 min 48 s \| \| \| 7.º \| David Rodrigues \| Rádio Popular-Boavista \| + 2 min 49 s \| \| \| 8.º \| Edgar Pinto \| W52-FC Porto \| + 2 min 57 s \| \| \| 9.º \| Jonathan Lastra \| Caja Rural-Seguros RGA \| + 2 min 57 s \| \| \| 10.º \| Mikel Bizkarra \| Euskadi Basque Country-Murias \| + 2 min 57 s \| \| |                          |                               |                 |
| |                          |                               |                 |
| Fuente: ProCyclingStats |                          |                               |                 |
| Clasificación general |                          |                               |                 |
| Ciclista | Ciclista                 | Equipo                        | Tiempo          |
| 1.º | Richard Carapaz          | Movistar Team                 | 8 h 43 min 21 s |
| 2.º | Mikel Landa              | Movistar Team                 | + 8 s           |
| 3.º | Krists Neilands          | Israel Cycling Academy        | + 2 min 00 s    |
| 4.º | Aleksandr Vlásov         | Gazprom-RusVelo               | + 2 min 04 s    |
| 5.º | Vicente García de Mateos | Aviludo-Louletano             | + 2 min 48 s    |
| 6.º | Artem Nych               | Gazprom-RusVelo               | + 2 min 48 s    |
| 7.º | David Rodrigues          | Rádio Popular-Boavista        | + 2 min 49 s    |
| 8.º | Edgar Pinto              | W52-FC Porto                  | + 2 min 57 s    |
| 9.º | Jonathan Lastra          | Caja Rural-Seguros RGA        | + 2 min 57 s    |
| 10.º | Mikel Bizkarra           | Euskadi Basque Country-Murias | + 2 min 57 s    |

### 3.ª etapa
| Cangas del Narcea - Oviedo | etapa de media montaña | (119 km) |

| \| Clasificación de la etapa \| Clasificación de la etapa \| Clasificación de la etapa \| Clasificación de la etapa \| Clasificación de la etapa \| \| Ciclista \| Ciclista \| Equipo \| Tiempo \| \| \| ------------------------- \| ------------------------- \| -------------------------------- \| ------------------------- \| ------------------------- \| \| 1.º \| Edgar Pinto \| W52-FC Porto \| 2 h 50 min 51 s \| \| \| 2.º \| Carlos Quintero \| Manzana Postobón \| + 4 s \| \| \| 3.º \| Jonathan Lastra \| Caja Rural-Seguros RGA \| + 4 s \| \| \| 4.º \| José Joaquín Rojas \| Movistar Team \| + 4 s \| \| \| 5.º \| Stefano Oldani \| Kometa \| + 4 s \| \| \| 6.º \| Krists Neilands \| Israel Cycling Academy \| + 4 s \| \| \| 7.º \| David Rodrigues \| Rádio Popular-Boavista \| + 4 s \| \| \| 8.º \| Aleksandr Vlásov \| Gazprom-RusVelo \| + 4 s \| \| \| 9.º \| Jhojan García \| Manzana Postobón \| + 4 s \| \| \| 10.º \| Jonathan Cañaveral \| Coldeportes Bicicletas Strongman \| + 4 s \| \| |                    |                                  |                 |
| |                    |                                  |                 |
| Fuente: ProCyclingStats |                    |                                  |                 |
| Clasificación de la etapa |                    |                                  |                 |
| Ciclista | Ciclista           | Equipo                           | Tiempo          |
| 1.º | Edgar Pinto        | W52-FC Porto                     | 2 h 50 min 51 s |
| 2.º | Carlos Quintero    | Manzana Postobón                 | + 4 s           |
| 3.º | Jonathan Lastra    | Caja Rural-Seguros RGA           | + 4 s           |
| 4.º | José Joaquín Rojas | Movistar Team                    | + 4 s           |
| 5.º | Stefano Oldani     | Kometa                           | + 4 s           |
| 6.º | Krists Neilands    | Israel Cycling Academy           | + 4 s           |
| 7.º | David Rodrigues    | Rádio Popular-Boavista           | + 4 s           |
| 8.º | Aleksandr Vlásov   | Gazprom-RusVelo                  | + 4 s           |
| 9.º | Jhojan García      | Manzana Postobón                 | + 4 s           |
| 10.º | Jonathan Cañaveral | Coldeportes Bicicletas Strongman | + 4 s           |

## Clasificaciones finales
- Las clasificaciones finalizaron de la siguiente forma:[2]

### Clasificación general
| \| Clasificación general \| Clasificación general \| Clasificación general \| Clasificación general \| Clasificación general \| \| Ciclista \| Ciclista \| Equipo \| Tiempo \| \| \| --------------------- \| ------------------------ \| ----------------------------- \| --------------------- \| --------------------- \| \| 1.º \| Richard Carapaz \| Movistar Team \| 11 h 34 min 16 s \| \| \| 2.º \| Krists Neilands \| Israel Cycling Academy \| + 2 min 00 s \| \| \| 3.º \| Aleksandr Vlásov \| Gazprom-RusVelo \| + 2 min 04 s \| \| \| 4.º \| Edgar Pinto \| W52-FC Porto \| + 2 min 43 s \| \| \| 5.º \| Vicente García de Mateos \| Aviludo-Louletano \| + 2 min 48 s \| \| \| 6.º \| David Rodrigues \| Rádio Popular-Boavista \| + 2 min 49 s \| \| \| 7.º \| Jonathan Lastra \| Caja Rural-Seguros RGA \| + 2 min 53 s \| \| \| 8.º \| Mikel Bizkarra \| Euskadi Basque Country-Murias \| + 2 min 57 s \| \| \| 9.º \| Artem Nych \| Gazprom-RusVelo \| + 3 min 26 s \| \| \| 10.º \| Jhojan García \| Manzana Postobón \| + 3 min 51 s \| \| |                          |                               |                  |
| |                          |                               |                  |
| Fuente: ProCyclingStats |                          |                               |                  |
| Clasificación general |                          |                               |                  |
| Ciclista | Ciclista                 | Equipo                        | Tiempo           |
| 1.º | Richard Carapaz          | Movistar Team                 | 11 h 34 min 16 s |
| 2.º | Krists Neilands          | Israel Cycling Academy        | + 2 min 00 s     |
| 3.º | Aleksandr Vlásov         | Gazprom-RusVelo               | + 2 min 04 s     |
| 4.º | Edgar Pinto              | W52-FC Porto                  | + 2 min 43 s     |
| 5.º | Vicente García de Mateos | Aviludo-Louletano             | + 2 min 48 s     |
| 6.º | David Rodrigues          | Rádio Popular-Boavista        | + 2 min 49 s     |
| 7.º | Jonathan Lastra          | Caja Rural-Seguros RGA        | + 2 min 53 s     |
| 8.º | Mikel Bizkarra           | Euskadi Basque Country-Murias | + 2 min 57 s     |
| 9.º | Artem Nych               | Gazprom-RusVelo               | + 3 min 26 s     |
| 10.º | Jhojan García            | Manzana Postobón              | + 3 min 51 s     |

### Clasificación por puntos
| Clasificación por puntos | Clasificación por puntos | Clasificación por puntos | Clasificación por puntos | Clasificación por puntos |
| Ciclista                 | Ciclista                 | Equipo                   | Puntos                   |                          |
| ------------------------ | ------------------------ | ------------------------ | ------------------------ | ------------------------ |
| 1.º                      | Richard Carapaz          | Movistar Team            | 45 pts                   |                          |
| 2.º                      | Carlos Quintero          | Manzana Postobón         | 45 pts                   |                          |
| 3.º                      | Edgar Pinto              | W52-FC Porto             | 41 pts                   |                          |
| 4.º                      | Krists Neilands          | Israel Cycling Academy   | 38 pts                   |                          |
| 5.º                      | Aleksandr Vlásov         | Gazprom-RusVelo          | 29 pts                   |                          |
| 6.º                      | Jonathan Lastra          | Caja Rural-Seguros RGA   | 28 pts                   |                          |
| 7.º                      | José Joaquín Rojas       | Movistar Team            | 28 pts                   |                          |
| 8.º                      | Vicente García de Mateos | Aviludo-Louletano        | 23 pts                   |                          |
| 9.º                      | Orluis Aular             | Matrix Powertag          | 20 pts                   |                          |
| 10.º                     | David Rodrigues          | Rádio Popular-Boavista   | 18 pts                   |                          |

### Clasificación de la montaña
| Clasificación de la montaña | Clasificación de la montaña | Clasificación de la montaña   | Clasificación de la montaña | Clasificación de la montaña |
| Ciclista                    | Ciclista                    | Equipo                        | Puntos                      |                             |
| --------------------------- | --------------------------- | ----------------------------- | --------------------------- | --------------------------- |
| 1.º                         | Daniel Turek                | Israel Cycling Academy        | 16 pts                      |                             |
| 2.º                         | Richard Carapaz             | Movistar Team                 | 15 pts                      |                             |
| 3.º                         | Mikel Bizkarra              | Euskadi Basque Country-Murias | 13 pts                      |                             |
| 4.º                         | Aleksandr Vlásov            | Gazprom-RusVelo               | 8 pts                       |                             |
| 5.º                         | Paco Mancebo                | Matrix Powertag               | 5 pts                       |                             |
| 6.º                         | Krists Neilands             | Israel Cycling Academy        | 5 pts                       |                             |
| 7.º                         | Antonio Pedrero             | Movistar Team                 | 5 pts                       |                             |
| 8.º                         | Garikoitz Bravo             | Euskadi Basque Country-Murias | 4 pts                       |                             |
| 9.º                         | Joel Nicolau                | Caja Rural-Seguros RGA        | 3 pts                       |                             |
| 10.º                        | David Rodrigues             | Rádio Popular-Boavista        | 3 pts                       |                             |

### Clasificación de las metas volantes
| Clasificación de las metas volantes | Clasificación de las metas volantes | Clasificación de las metas volantes | Clasificación de las metas volantes | Clasificación de las metas volantes |
| Ciclista                            | Ciclista                            | Equipo                              | Puntos                              |                                     |
| ----------------------------------- | ----------------------------------- | ----------------------------------- | ----------------------------------- | ----------------------------------- |

### Clasificación de los jóvenes
| Clasificación del mejor joven | Clasificación del mejor joven | Clasificación del mejor joven    | Clasificación del mejor joven | Clasificación del mejor joven |
| Ciclista                      | Ciclista                      | Equipo                           | Tiempo                        |                               |
| ----------------------------- | ----------------------------- | -------------------------------- | ----------------------------- | ----------------------------- |
| 1.º                           | Aleksandr Vlásov              | Gazprom-RusVelo                  | 11 h 36 min 20 s              |                               |
| 2.º                           | Edgar Pinto                   | W52-FC Porto                     | + 39 s                        |                               |
| 3.º                           | Artem Nych                    | Gazprom-RusVelo                  | + 1 min 22 s                  |                               |
| 4.º                           | Jhojan García                 | Manzana Postobón                 | + 1 min 47 s                  |                               |
| 5.º                           | Óscar Rodríguez Garaicoechea  | Euskadi Basque Country-Murias    | + 2 min 25 s                  |                               |
| 6.º                           | Unai Cuadrado                 | Fundación Euskadi                | + 2 min 42 s                  |                               |
| 7.º                           | Antonio Gómez de la Torre     | Rádio Popular-Boavista           | + 2 min 42 s                  |                               |
| 8.º                           | Cristián Rodríguez            | Caja Rural-Seguros RGA           | + 3 min 03 s                  |                               |
| 9.º                           | Jonathan Cañaveral            | Coldeportes Bicicletas Strongman | + 3 min 28 s                  |                               |
| 10.º                          | Aldemar Reyes Ortega          | Manzana Postobón                 | + 5 min 05 s                  |                               |

## Evolución de las clasificaciones
| Etapa                   | Vencedor                | Clasificación general | Clasificación por puntos | Clasificación de la montaña | Clasificación de las metas volantes | Clasificación por equipos |
| ----------------------- | ----------------------- | --------------------- | ------------------------ | --------------------------- | ----------------------------------- | ------------------------- |
| 1.ª                     | Carlos Quintero         | Carlos Quintero       | Carlos Quintero          | Daniel Turek                | Paco Mancebo                        | Movistar                  |
| 2.ª                     | Richard Carapaz         | Richard Carapaz       | Richard Carapaz          | Daniel Turek                | Paco Mancebo                        | Movistar                  |
| 3.ª                     | Edgar Pinto             | Richard Carapaz       | Richard Carapaz          | Daniel Turek                | Paco Mancebo                        | Movistar                  |
| Clasificaciones finales | Clasificaciones finales | Richard Carapaz       | Richard Carapaz          | Daniel Turek                | Paco Mancebo                        | Movistar                  |

## UCI World Ranking
La Vuelta a Asturias otorgó puntos para el UCI World Ranking para corredores de los equipos en las categorías UCI WorldTeam, Profesional Continental y Equipos Continentales. Las siguientes tablas muestran el baremo de puntuación y los 10 corredores que obtuvieron más puntos:
| Posición              | 1.º | 2.º | 3.º | 4.º | 5.º | 6.º | 7.º | 8.º | 9.º | 10.º | 11.º | 12.º | 13.º-15.º | 16.º-25.º |
| Clasificación general | 125 | 85  | 70  | 60  | 50  | 40  | 35  | 30  | 25  | 20   | 15   | 10   | 5         | 3         |
| Por etapa             | 14  | 5   | 3   |     |     |     |     |     |     |      |      |      |           |           |
| Líder                 | 3   |     |     |     |     |     |     |     |     |      |      |      |           |           |

| Clasificación |                          |                               |         |       |       |       |
| Posición      | Ciclista                 | Equipo                        | General | Etapa | Líder | Total |
| ------------- | ------------------------ | ----------------------------- | ------- | ----- | ----- | ----- |
| 1.º           | Richard Carapaz          | Movistar                      | 125     | 17    | 3     | 145   |
| 2.º           | Krists Neilands          | Israel Cycling Academy        | 85      | 3     | -     | 88    |
| 3.º           | Edgar Pinto              | W52-FC Porto                  | 60      | 14    | -     | 74    |
| 4.º           | Aleksandr Vlasov         | Gazprom-RusVelo               | 70      | -     | -     | 70    |
| 5.º           | Vicente García de Mateos | Ludofoods-Louletano-Aviludo   | 50      | -     | -     | 50    |
| 6.º           | David Rodrigues          | Radio Popular-Boavista        | 40      | -     | -     | 40    |
| 7.º           | Jonathan Lastra          | Caja Rural-Seguros RGA        | 35      | 3     | -     | 38    |
| 8.º           | Mikel Bizkarra           | Euskadi Basque Country-Murias | 30      | -     | -     | 30    |
| 9.º           | Artem Nych               | Gazprom-RusVelo               | 25      | -     | -     | 25    |
| 10.º          | Carlos Quintero          | Manzana Postobón              | -       | 19    | 3     | 22    |